# Miles (Iowa)
Pour les articles homonymes, voir Miles.
Miles est une ville du  comté de Jackson, en Iowa, aux États-Unis. Elle est fondée en 1870 et incorporée le 4 mai 1893.

## Source de la traduction
- (en) Cet article est partiellement ou en totalité issu de l’article de Wikipédia en anglais intitulé « Miles, Iowa » (voir la liste des auteurs).